# Otto Schellong

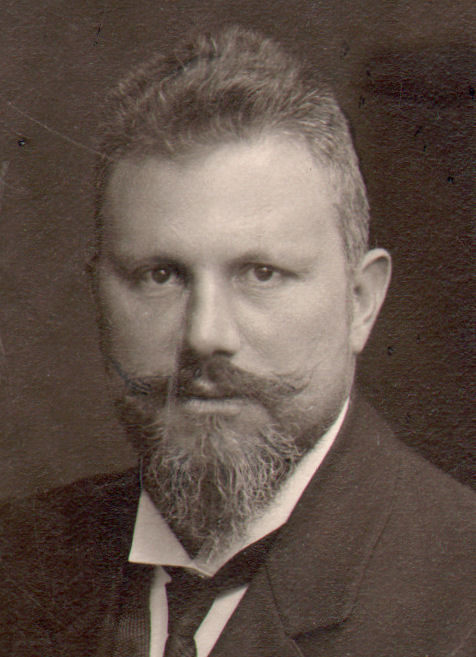
Otto Schellong (1902)

Karl Johann Otto Schellong (* 13. Mai 1858 in Löbau in Westpreußen; † 13. Februar 1945 in Königsberg (Preußen)) war ein deutscher Arzt in Königsberg. Bekannt wurde er als Anthropologe, Ethnologe und Sprachforscher bei den Papua.

## Leben
Schellong war der älteste Sohn des Superintendenten Louis Schellong, der 1848 das Corps Masovia vor der liberal-konservativen Spaltung bewahrt hatte. Nach dem Abitur am Königlichen Gymnasium Lyck studierte Otto Schellong an der Albertus-Universität Königsberg Medizin. Im Sommersemester 1879 wurde er als sechster seiner Familie im väterlichen Corps aktiv. Zum Dr. med. promoviert, wurde er Assistenzarzt an der Universitätsfrauenklinik Königsberg. Anschließend war er für ein halbes Jahr Assistent bei Robert Koch, um sich auf eine Tätigkeit als Kolonialarzt für die Neuguinea-Compagnie (NGC) vorzubereiten. In dieser Zeit nahm er Kontakt auf mit Rudolf Virchow, der sich sehr für ethnologische Studien interessierte.
Im Oktober 1885 begab sich Schellong als erster deutscher Arzt ins Kaiser-Wilhelms-Land nach Papua-Neuguinea. Bei den Papua betrieb er medizinische und ethnologische Studien, die er vorwiegend in Zeitschriften publizierte. Sein Schriftenverzeichnis zählt 75 Veröffentlichungen. Schellong untersuchte als erster Forscher die Musik Neuguineas. Da er keinen Phonographen für Tonaufnahmen dabei hatte, ließ er seine Probanden mehrfach dasselbe Lied vortragen und versuchte, Transkriptionen anzufertigen. Von 1890 an war er in Königsberg als Arzt tätig, wo er sich im Verein für wissenschaftliche Heilkunde besonders engagierte. Für seine wissenschaftlichen Leistungen wurde er zum  Geh. Sanitätsrat ernannt.
Ein Sohn Schellongs, Otto-Makiri, diente bei der Kriegsmarine als Führer der U-Boote Ost und wollte die Eltern auf seinem Schiff aus Ostpreußen herausbringen. Da der 86-jährige Schellong schwer krank war und vor der Roten Armee nicht mehr fliehen wollte, wählte er gemeinsam mit seiner Ehefrau den Freitod durch Gift. Am Vorabend war Bernhard Pawelcik sein letzter Besucher gewesen. Einer der Söhne war der Mediziner Fritz Schellong.
Für die Deutsche Corpszeitung schrieb Schellong 1934 einen Nachruf auf Fritz Milkau.

## Bedeutung
Nach Schellong ist das Kap Schellong im Bismarck-Archipel benannt (Cape Schellong, West New Britain, Papua New Guinea, Koordinaten: 5° 20′ 13″ S, 149° 54′ 7″ O).

## Blutsbrüderschaft

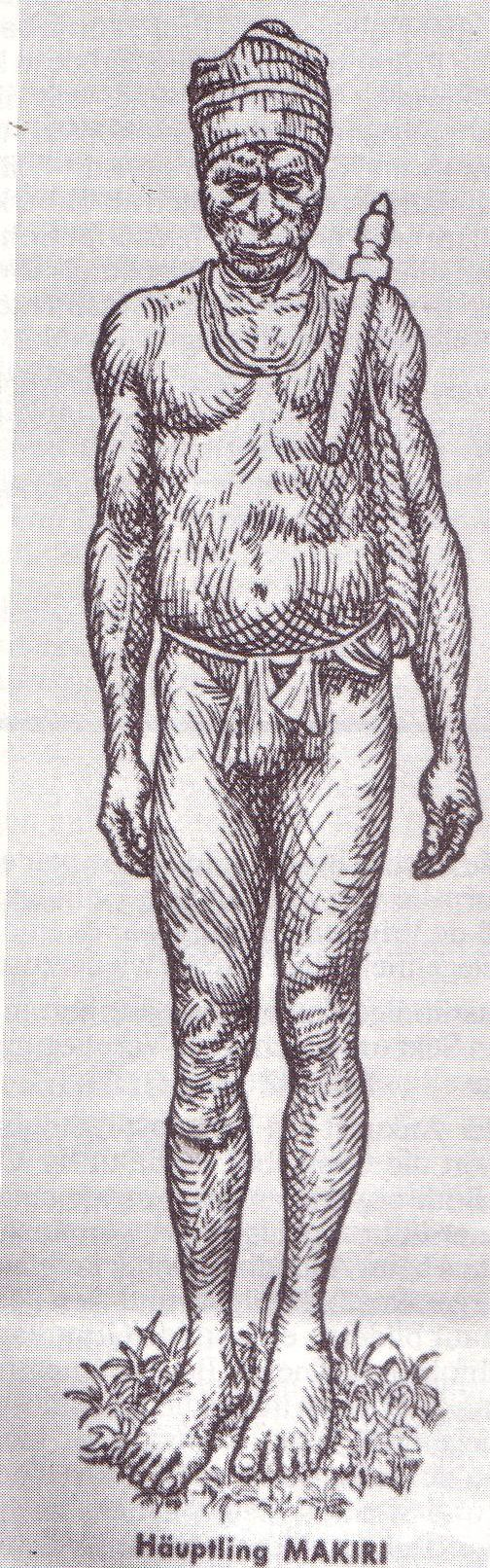
Makiri

Mit dem Häuptling Makiri schloss er Blutsbrüderschaft. Während Makiri allen seinen männlichen Nachkommen Namen aus der Familie Schellong zusätzlich gab, erhielten die männlichen Nachkommen Schellongs als zweiten oder dritten Vornamen den Namen Makiri. Dies betraf unter anderem:
- Fritz Makiri Schellong, Sohn, Professor für Innere Medizin an der Universität Münster
- Günther Makiri Schellong, Enkel, Professor für Pädiatrie/Hämatologie und Onkologie, Universität Münster
- Hubertus Christian Makiri Schellong, Enkel, Privatdozent für Chirurgie, Universität Köln

Weitere Nachfahren von Otto Schellong sind:
- Dieter Schellong, Enkel, evangelisch-reformierter Theologe, Professor für systematische Theologie, Universität Paderborn
- Sebastian Schellong, Urenkel, Professor  für Innere Medizin/Angiologie, Städtisches Krankenhaus Dresden-Friedrichstadt

## Werke
- Die Malaria-Krankheiten unter specieller Berücksichtigung tropenklimatischer Gesichtspunkte. Julius Springer, Berlin 1890 (wikimedia.org [PDF]).
- Alte Dokumente aus der Südsee. Zur Geschichte der Gründung einer Kolonie. Erlebtes und Eingeborenenstudien. Gräfe und Unzer, Königsberg i.Pr. 1934 (uni-koeln.de).
- Tagebuchaufzeichnungen 1885–1888.